# Baccaurea bakeri
Baccaurea bakeri là một loài thực vật có hoa trong họ Diệp hạ châu. Loài này được Elmer ex Merr. mô tả khoa học đầu tiên năm 1923.